# مرکز ملی حقوق کشاورزی
مرکز ملی حقوق کشاورزی در دانشگاه آرکانزاس یک مرکز تحقیقاتی و اطلاعاتی غیرحزبی است که با بودجه فدرال تأمین مالی می‌شود. این مرکز به‌عنوان منبع اصلی تحقیقات و اطلاعات قوانین کشاورزی و موادغذایی در کشور عمل می‌کند. این مرکز که توسط کنگره در سال ۱۹۸۷ ایجاد شد، تنها مؤسسه در نوع خود در ایالات متحده است و به جامعه وسیع کشاورزی این کشور که شامل وکلا، کشاورزان، سیاست‌گذاران فدرال و ایالتی، دانشگاهیان، دانشجویان، مصرف‌کنندگان و دیگران خدمات می‌دهد.